# Erysimum humile
Erysimum humile är en korsblommig växtart som beskrevs av Christiaan Hendrik Persoon. Erysimum humile ingår i släktet kårlar, och familjen korsblommiga växter. Inga underarter finns listade i Catalogue of Life.